# یواس‌اس اس-۱ (اس‌اس-۱۰۵)
یواس‌اس اس-۱ (اس‌اس-۱۰۵) (به انگلیسی: USS S-1 (SS-105)) یک زیردریایی بود که طول آن ۲۱۹ فوت ۳ اینچ (۶۶٫۸۳ متر) بود. این زیردریایی در سال ۱۹۱۸ ساخته شد.